# 函館大経

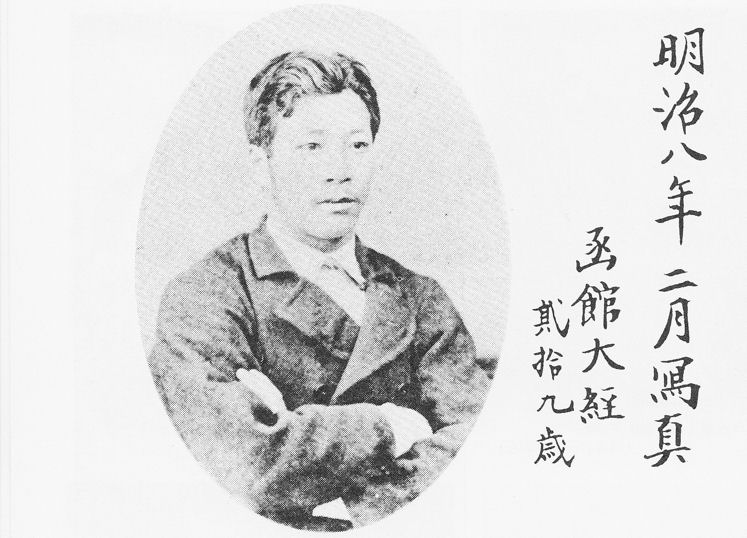
函館大経（29歳、1875年）

函館 大経（はこだて だいけい〈ひろつねと読むこともある〉、弘化4年(1847年) - 明治40年(1907年)）は、日本のホースマンの始祖のひとりとされる人物。元大日本帝国陸軍軍人、北海道開拓使職員、北海道庁職員。
日本、とくに北海道における馬術・競馬・馬の生産の発展に大きく貢献し、現代では「伝説の馬術師」ともして言い伝えられる。蛯子末次郎、深瀬鴻堂とともに「函館三士」のひとりに数えられる。様似場所幌満（現在の北海道様似郡様似町）出身。出生時の氏名は斎藤義三郎で、小野義三郎、箱館義三郎、次いで函館大経と改名した。

## 来歴
1847年、斎藤源吉、ハル夫婦の四男として生まれる。やがて海産商・小野市右衛門の養子となり上京。昌平坂学問所において栗本鋤雲の下で漢学を学んだ。
明治政府誕生後はその軍隊（陸軍）に属し、1868年よりフランスの軍人ペルセルの下で馬術を習得。陸軍省兵学寮に所属していた1870年、東京招魂社例大祭において行われた天覧競馬において優れた乗馬技術を見せ、横浜レース・クラブ所属の外国人騎手とのマッチレースを制した。この活躍が明治天皇（当時北海道開拓使の次官であった黒田清隆との説もある）の目にとまったことがきっかけで、のちに開拓使、次いで北海道庁に採用され、湯地定基の下で馬の生産技術向上、馬術の普及にあたるようになった。また、この出来事を境に名を「函館大経」と改めたという説がある。なお、大経と改名後も数回、明治天皇の前で馬術を披露している。
1881年、時任為基の提案により現在の函館市海岸町で行われた競馬に協力したのをきっかけに定期的な競馬開催を目指すようになり、1883年9月に北海共同競馬会社を筆頭発起人として設立。北海共同競馬会社は海岸町に函館海岸町競馬場を開設し、翌10月に競馬を開催した。同社は1890年に函館共同競馬会と名を変え、1896年、渡島国亀田郡湯ノ川村大字湯ノ川字柏野（現在の函館市駒場町）に現在の函館競馬場を建設した。1903年の函館共同競馬会でも役員を務めるなど長年にわたり函館競馬の役員を務める。
北海道庁を退官後は獣医、蹄鉄業を営み、のちに「湯の川競馬会社」に勤務し、人々に乗馬技術を伝授した。その卓抜した騎乗技術は現在にも様々な逸話として言い伝えられており、中には「糸乗り伝説」といい、絹糸1本で馬を御したという話もある。
晩年、馬に蹴られた右足が思うように動かなくなった（一説では、牛に右足を蹴られて切断したとも伝えられる）が、その後も技術は健在で、難なく馬を乗りこなしたという。
1907年に死去。函館市内に墓所はある。

## 名前の由来
函館大経を名乗った経緯については諸説あるとのことであるが、2001年『北海道開拓記念館調査報告 第40号 三浦泰之「函館大経氏ノ談話」－河野常吉の聞き取りから』によると明治39年の聞き取りとして、大経本人が「慶喜公が江戸へお帰りになつて上野に謹慎せられてゐる時、私は護衛の一人となつて仕へましたが、慶喜公ハ私が函館出身の故を以て私を函館、々々と御呼びになりましたので、遂ひ私も改姓する気になり母方の縁故なと申立て、函館と改めました。」と語ったとのことであり、時期と動機が示されている。
出典不明ながら、諸説も示す。
1. 明治天皇からの下賜品を辞退した際、代わりに函館姓を与えられた。
2. 北海道を視察中の明治天皇の目にとまり、函館姓を与えられた。
3. 前出天覧競馬において明治天皇（もしくは黒田清隆）の目にとまり、大経（当時は小野義三郎）について尋ねた。側近が「あれは函館の小野（斎藤と言ったという説もあり)と申します」と答えたところ、「函館か。大慶至極である。」と言ったエピソードを誉れに思った義三郎が自ら改名した。

## 函館大経の系譜

### 親族
第1回東京優駿大競走（現在の日本ダービー）をワカタカ号で騎手として制した函館孫作は、大経の養子（血縁では大経の実弟）である函館大次の婿養子である。
なお、競馬界において著名な門弟とその系統の多くは中央競馬の組織に属しているが、中央競馬の騎手および調教師には函館姓を持つ者は2013年現在いない。函館孫作や孫作の婿養子の政一などが戦後は地方競馬の船橋競馬場で厩舎を開業していた事もあり、現在は船橋競馬場に孫作の養子（血縁では孫）である函館一昭調教師がいるのみとなっている（2004年までは同じく船橋競馬場に函館喜弘調教師〈孫作の養子、血縁では孫〉がいたが、2004年6月7日に管理馬に腹部を蹴られる事故に遭い死去）。

### 一門

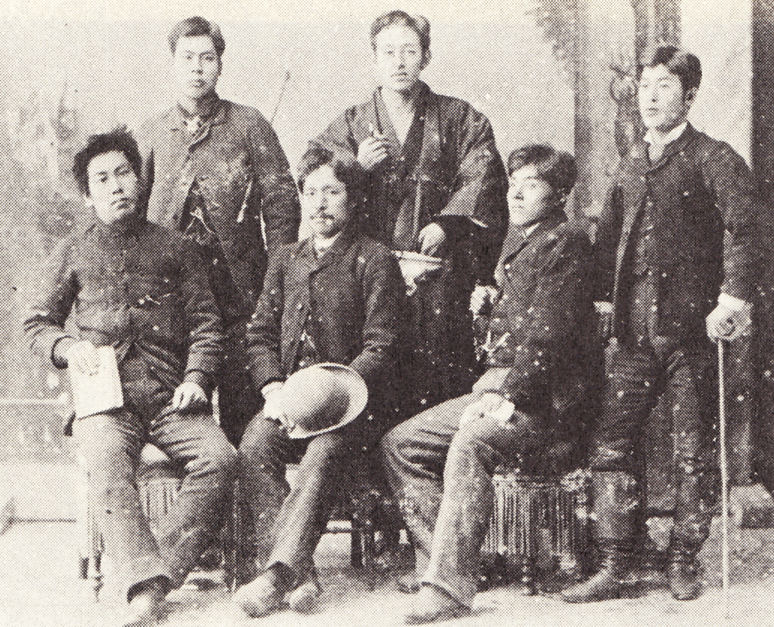
明治・大正期の騎手たち。
起立者左から内山某、函館大次、稲村某。着座者左から門下生・杉浦武秋、川南某、飯田藤作（山島久光門下）。

大経の門下生からは、日本の近代競馬を支えたホースマンが数多く育った。現在もその流れを汲むホースマンは中央競馬、地方競馬、生産者などに数多く存在しており、日本国内でも最古かつ最大級のホースマンの系譜のひとつである。
たとえば武豊は武彦七の、大久保正陽、大久保龍志は大久保福松の子孫である。また、戦後の地方競馬にも大経由来の系譜は存在し、たとえば石崎隆之は師弟関係の系譜を辿れば出川己代造、谷口源吾、大久保房松、函館大次と遡り、大経に辿り着く。
一門の主な系譜
函館大経
｜大久保福松（子に大久保福蔵、大久保亀治、大久保末吉、三井末太郎）
｜｜大久保福蔵
｜｜｜坂本英三郎
｜｜｜｜星野忍
｜｜｜｜佐藤吉勝
｜｜｜｜藤原辰雄
｜｜大久保末吉
｜｜｜大久保洋吉
｜｜｜｜土田稔
｜｜｜｜吉田豊
｜｜｜｜高橋智大
｜武彦七（園田実徳は兄。子の武芳彦は元道営馬主協会理事、その子が武邦彦）
｜｜谷栄次郎
｜｜｜梅田康雄
｜｜｜｜岸滋彦
｜｜｜｜服部剛史
｜｜｜加用正
｜杉浦武秋
｜｜佐藤嘉七
｜｜｜佐藤嘉秋
｜佐々木勇太郎
｜｜新堂捨蔵
｜｜｜諏訪佐市
｜｜｜｜橋田俊三
｜｜｜｜｜須貝彦三
｜｜｜｜｜｜須貝尚介
｜｜｜｜｜｜西原玲奈
｜｜｜｜｜須貝四郎
｜｜｜｜｜橋田満
｜｜｜福島角一
｜｜｜｜新井仁
｜｜｜長浜彦三郎
｜｜｜｜長浜博之
｜｜｜｜｜古川吉洋
｜｜｜｜川村禎彦
｜｜｜布施正
｜｜｜｜岩元市三
｜｜｜｜｜和田竜二
｜｜｜｜｜鈴木孝志
｜｜｜｜出津孝一
｜｜｜柴田寛
｜｜｜｜大崎昭一
｜｜｜大根田裕也
｜｜｜｜西園正都
｜｜｜｜｜酒井学
｜｜｜｜大根田裕之
｜｜｜宇田明彦
｜｜｜｜南井克巳
｜｜｜｜｜南井大志
｜｜｜｜安田康彦
｜｜｜久恒久夫
｜｜｜｜勝浦正樹
｜｜｜田中四郎
｜｜｜｜宮徹
｜｜｜｜｜藤岡康太
｜｜｜松田嘉太郎
｜｜｜｜柏谷富次郎
｜｜｜｜｜柏谷富衛
｜｜｜｜山岡寿恵次
｜｜｜｜｜山岡浩久
｜坪内元三郎
｜｜柴田寛治
｜｜｜藤本普
｜｜｜荒木静雄
｜｜｜｜中野栄治
｜｜｜｜高市圭二
｜函館大次（大経の弟で養子）
｜｜函館孫作
｜｜｜鈴木勝太郎
｜｜｜｜増沢末夫
｜｜｜｜｜増沢由貴子
｜｜｜｜鈴木康弘
｜｜｜｜｜二本柳壮
｜｜｜高橋英夫
｜｜｜｜高橋祥泰
｜｜｜｜｜後藤由之
｜｜｜｜｜小林久晃
｜｜｜｜宗像義忠
｜｜大久保房松
｜｜｜谷口源吾
｜｜｜｜出川己代造
｜｜｜｜｜出川龍一
｜｜｜｜｜石崎隆之
｜｜｜斎藤籌敬
｜｜｜｜岩城博俊
｜｜｜大沢真
｜｜｜田村駿仁
｜｜｜｜郷原洋司
｜｜｜飯塚好次
｜｜｜｜水野貴広
｜｜｜大久保勝之
｜｜｜｜佐藤全弘
｜｜｜｜｜手塚貴久
｜｜｜｜｜｜嶋田純次
｜｜｜｜｜高山太郎
｜｜｜郷原洋行
｜｜｜｜野崎孝仁
｜｜｜的場均
｜｜｜｜的場勇人
｜二本柳省三
｜｜奥平作太郎
｜｜｜奥平真治
｜｜｜｜横山賀一
｜｜｜｜田村真来
｜｜｜｜萱野浩二
｜｜二本柳俊夫
｜｜｜大和田稔
｜｜｜｜伊藤暢康
｜｜｜｜矢原洋一
｜｜｜加藤和宏
｜｜｜｜加藤士津八
｜｜｜杉浦宏昭
｜｜｜｜大野拓弥
｜｜｜二本柳俊一
｜｜｜｜古川寛和
｜徳田伊三郎